# آدم منذر
آدم منذر (ولد في 26 أبريل 1995) هو لاعب تنس سويسري مغربي. كان أفضل تصنيف له في بطولات الفردي لرابطة محترفي التنس هو 455 (في 14 أكتوبر 2019)، وأفضل تصنيف له في بطولات الزوجي هو 545 (في 19 أغسطس 2019).
في يونيو 2019، غيّر منذر الجانب الذي يلعب فيه فصار يمثل المملكة المغربية في بطولات رابطة محترفي التنس والاتحاد الدولي للتنس، بعد أن كان في السابق يلعب باسم سويسرا. وقد مثّل منذر المغرب في كأس ديفيز.

## روابط خارجية
- آدم منذر على موقع رابطة محترفي التنس (الإنجليزية)
- آدم منذر على موقع الاتحاد الدولي لكرة المضرب (الإنجليزية)
- آدم منذر على موقع كأس ديفيز (الإنجليزية)
- آدم منذر على موقع خلاصة التنس.كوم (الإنجليزية)
- آدم منذر على موقع إي إس بي إن.كوم (الإنجليزية)